# Alfred Baldwin
Alfred Baldwin   (26 de març de 1912 - 7 de juliol de 1991) va ser un atleta britànic, especialista en curses de velocitat i mig fons, que va competir durant la dècada de 1930.
En el seu palmarès destaca una medalla de plata al Campionat d'Europa d'atletisme de 1938 en els 4x400 metres. Formà equip amb John Barnes, Alan Pennington i Godfrey Brown, i una de bronze en els 200 metres. E 1938 fou subcampió britànic de l'AAA en els 800 metres.